# Artère colique gauche
L'artère colique gauche (ou artère colique gauche supérieure ou artère de l'angle gauche du côlon) est une artère systémique de l'abdomen qui vascularise le côlon descendant.

## Origine
L'artère colique gauche nait de l'artère mésentérique inférieure juste après sa naissance de l'aorte abdominale au niveau de la troisième vertèbre lombaire.

## Trajet
L'artère colique gauche chemine vers la gauche de façon variable mais souvent horizontalement dans le mésocôlon gauche. Elle rejoint la veine mésentérique inférieure forment avec elle l'arc vasculaire de Treitz. Après sa sortie de l'arc vasculaire, elle se termine en une branche ascendante et une branche descendante.

## Branches terminales
La branche ascendante monte vers l'angle colique gauche et s'anastomose avec l'artère colique moyenne formant l'arcade de Riolan. Elle vascularise le côlon transverse distal et l'angle colique gauche.
La branche descendante descend le long du côlon descendant et s'anastomose avec la première artère sigmoïdienne. Elle vascularise le côlon descendant proximal et contribue à la constitution de l'artère marginale du côlon.

## Aspect clinique
L'artère colique gauche peut être ligaturée lors d'une chirurgie abdominale pour éliminer le cancer colorectal. Cela peut avoir de moins bons résultats que la préservation de cet artère.